# 日本興産貿易
日本興産貿易株式会社 (NIPPON KOSAN TRADING Co.,Ltd.) は、東京都台東区三筋に本社を置き、主に帽子の製造・販売をおこなう企業である。

## 会社概要
1992年創業。帽子を中心にマフラー、イヤーマフなどのファッション雑貨を製造している。中国に帽子工場を置く、主に日本国内向けの帽子を生産している。主に国内外の有名ブランドのOEM生産が中心となっている。年間約120万個の帽子を製造し、日本国内の市場において大きいシェアを有している。
中国製、日本製、イタリア製、台湾製などの帽子を扱っている。